# Majakowski
Majakowski – wieś w Armenii, w prowincji Kotajk. W 2011 roku liczyła 2161 mieszkańców. Swoją obecną nazwę otrzymała na cześć rosyjskiego poety Włodzimierza Majakowskiego. Dawniej była nazywana Shaab lub Shahab.